# Simon Bræmer
Simon Bræmer (født 19. marts 1984) er en dansk professionel fodboldspiller, der spiller i Skovshoved IF.

## Karriere
Bræmer spillede som dreng i Vrå/Børglum IF, hvor han imidlertid var så god, at han kom til AaB. Her var han i 2008 med til at vinde det danske mesterskab med AaB. Bræmer bidragede mest med indhop sæsonen igennem, og slog aldrig rigtig igennem igen, efter sin supersæson tilbage i 2005. Dog scorede han et meget vigtigt mål i mesterskabssæsonen. Målet faldt mod AC Horsens. Målet fik en del opmærksomhed, da målet blev scoret efter et udspark fra Søren Jochumsen, som fløj direkte ud i Bræmers fødder, som næsten ikke kunne undgå at score.
I januar 2009 skiftede Bræmer til AB efter at havde været på kontrakt med AaB det meste af sin karriere. Efter AB gik turen til Viborg FF hvor han i september 2010 underskrev en kontrakt for resten af året. Den blev ikke forlænget ved udløb i december.
Den 5. august 2011 underskrev han en kontrakt med Brønshøj, der skulle løbe året ud.
I sommeren 2013 skiftede Bræmer fra Brønshøj Boldklub til AB, hvor han også spillede fra 2009 til 2010. Det blev i juni 2016 offentliggjort, at han stoppede i klubben efter 2015-16-sæsonen.
Han skiftede i sommeren 2016 til Skovshoved IF.

## Titler

### Klub
AaB
- Superligaen (1):  2007-08